# Izdržljivost
Izdržljivost je mogućnost organizma da vrši neku radnju i ostane aktivno u dugom vremenskom razdoblju, kao i njegovu sposobnost da se odupre, izdrži, oporavi, i ima imunitet na povrede, rane, ili umor. Kod ljudi to se najčešće koristi kod vježbanja mišića i kod aerobika. Značenje riječi "dugo" varira o vrsti napora – minute visokog inteziteta za vježbanje mišića, sati ili dani niskog inteziteta kod aerobika. Trening za izdržljivost može imati negativan učinak fizičku snagu osim ako se pojedinac također obvezuje na trening otpora da neutralizira utjecaj.